# Монеты евро Австрии
Австрийские монеты евро — современные денежные знаки Австрии. Каждая национальная сторона монеты обладает уникальным дизайном: на монетах маленького номинала изображены австрийские цветы, на более крупных — архитектура столицы Австрии, Вены, портреты знаменитых австрийцев, а также 12 звёзд ЕС и год выпуска. Дизайн делал Йозеф Кайзер.

## Дизайн национальной стороны
| Монеты евро Австрии — национальная сторона | Монеты евро Австрии — национальная сторона | Монеты евро Австрии — национальная сторона |
| 0,01 €                                     | 0,02 €                                     | 0,05 €                                     |
| ------------------------------------------ | ------------------------------------------ | ------------------------------------------ |
|                                            |                                            |                                            |
| Горечавка                                  | Эдельвейс                                  | Примула                                    |
| 0,10 €                                     | 0,20 €                                     | 0,50 €                                     |
|                                            |                                            |                                            |
| Собор Святого Стефана                      | Бельведер (Вена)                           | Венский сецессион                          |
| 1,00 €                                     | 2,00 €                                     | Гурт двухевровой монеты                    |
|                                            |                                            |                                            |
| Вольфганг Амадей Моцарт                    | Берта фон Зуттнер                          |                                            |

## Тираж
| Номинал                                                                                      | €0,01       | €0,02       | €0,05       | €0,10       | €0,20       | €0,50       | €1,00       | €2,00       |
| -------------------------------------------------------------------------------------------- | ----------- | ----------- | ----------- | ----------- | ----------- | ----------- | ----------- | ----------- |
| 2002                                                                                         | 378 510 000 | 326 510 000 | 217 110 000 | 441 710 000 | 203 510 000 | 169 210 000 | 223 610 000 | 196 510 000 |
| 2003                                                                                         | 10 950 000  | 118 650 000 | 108 650 000 | 165 000     | 51 050 000  | 9 250 000   | 300 000     | 4 850 000   |
| 2004                                                                                         | 115 120 000 | 156 520 000 | 89 420 000  | 5 320 000   | 54 920 000  | 3 220 000   | 2 720 000   | 2 620 000   |
| 2005                                                                                         | 174 820 000 | 163 320 000 | 66 220 000  | 5 320 000   | 4 220 000   | 3 220 000   | 2 720 000   | —           |
| 2006                                                                                         | 48 420 000  | 39 920 000  | 5 720 000   | 40 120 000  | 8 320 000   | 3 320 000   | 7 820 000   | 2 420 000   |
| 2007                                                                                         | 111 995 000 | 72 295 000  | 52 795 000  | 81 395 000  | 45 095 000  | 3 095 000   | 41 195 000  | —           |
| 2008                                                                                         | 50 965 000  | 125 165 000 | 96 765 000  | 70 265 000  | 45 365 000  | 3 065 000   | 65 565 000  | 2 665 000   |
| 2009                                                                                         | 158 991 000 | 120 491 000 | 5 891 000   | 15 991 000  | 49 891 000  | 14 791 000  | 40 391 000  | —           |
| 2010                                                                                         | 168 565 000 | 104 265 000 | 63 765 000  | 42 865 000  | 4 265 000   | 30 065 000  | 11 265 000  | 17 065 000  |
| 2011                                                                                         | 189 665 000 | 148 665 000 | 66 665 000  | 27 665 000  | 21 365 000  | 6 065 000   | 8 065 000   | 27 765 000  |
| 2012                                                                                         | 169 360 000 | 78 160 000  | 35 360 000  | 25 060 000  | 10 860 000  | 60 000      | 60 000      | 21 200 000  |
| 2013                                                                                         | 179 260 000 | 121 560 000 | 36 160 000  | 30 160 000  | 25 260 000  | 60 000      | 60 000      | 10 160 000  |
| 2014                                                                                         | 185 560 000 | 116 160 000 | 48 060 000  | 27 660 000  | 10 560 000  | 60 000      | 60 000      | 20 160 000  |
| 2015                                                                                         | 118 060 000 | 45 460 000  | 61 060 000  | 63 160 000  | 9 060 000   | 60 000      | 60 000      | 12 360 000  |
| 2016                                                                                         | 60 000      | 60 000      | 60 000      | 12 360 000  | 30 060 000  | 5 060 000   | 5 260 000   | —           |
| 2017                                                                                         | 37 760 000  | 57 260 000  | 35 260 000  | 39 560 000  | 30 060 000  | 15 060 000  | 8 060 000   | 17 760 000  |
| 2018                                                                                         | 60 000      | 60 000      | 60 000      | 60 000      | 60 000      | 60 000      | 60 000      | —           |
| Выделены те тиражи монет, которые были эмитированы только в качестве чеканки BU и/или Proof. |             |             |             |             |             |             |             |             |

## Памятные монеты
| Монета | Выпущена        | Тема                                        | Описание |
| ------ | --------------- | ------------------------------------------- | --- |
|        | 11 мая 2015     | «50 лет Декларации о независимости Австрии» | В верхней части центра монеты имеется надпись «50 JAHRE STAATSVERTRAG» — «50-летие государственного договора». Затем изображены печати и подписи из договора о провозглашении политического нейтралитета, который был подписан министрами иностранных дел и послами СССР, Великобритании, США и Франции, а также Леопольдом Фиглем (министром иностранных дел Австрии) в мае 1955 года. На всех монетах Австрии изображены три чередующиеся полоски (шероховатая — гладкая — шероховатая) — австрийский флаг. Внешнее кольцо монеты имеет 12 звёзд Евросоюза. |
|        | 23 марта 2007   | «50-летие подписания Римского договора»     | Открытая книга с подписями сторон на фоне римского Капитолия. Надписи: — над книгой (в рамках Капитолия) слово «Европа» на национальном языке (EUROPA); — над Капитолием — «VERTRAG VON ROM 50 JAHRE» («Римский договор, 50 лет»); — под Капитолием — год чеканки и название страны — «REPUBLIK ÖSTERREICH». На внешнем кольце расположены двенадцать звёзд Европейского союза. |
|        | 2 января 2009   | «10 лет Экономическому и валютному союзу»   | В центре монеты изображена стилизованная человеческая фигура, рука которого продолжена символом евро. Под этим символом расположен знак дизайнера монеты. Надписи: — над фигурой — название страны на национальном языке («REPUBLIK ÖSTERREICH»); — под фигурой — аббревиатура «Экономический и валютный союз» на национальном языке (WWU) и годы (1999—2009). На внешнем кольце — 12 звёзд Европейского союза. |
|        | 2 января 2012   | «10 лет наличному обращению евро»           | Расположенный в центре знак евро демонстрирует, что за прошедшие 10 лет новая валюта заняла важное место в экономике европейских стран и жизни граждан. Корабль показывает её важность для торговли, завод — для промышленности, а ветрогенераторы — для энергетики. По кругу внешнего кольца расположены 12 звёзд Европейского союза. |
|        | 30 октября 2015 | «30 лет флагу Европейского союза»           | В центральной части — флаг Европы на фоне стилизованного земного шара, как символ, который объединяет людей и культуры с общими взглядами и идеалами для лучшего будущего. По кругу — 12 человеческих фигур, представляющих рождение новой Европы. Справа вдоль края диска выгравированы название государства-эмитента и годы «REPUBLIK ÖSTERREICH 1985—2015». Также справа имеются инициалы художника «ΓΣ». По кругу внешнего кольца расположены 12 звёзд Европейского союза.                                                                                |
|        | 2 декабря 2015  | «200-летие Национального банка Австрии»     | На лицевой стороне монеты на фоне здания банка изображены скульптуры двух богов античной мифологии, высеченных на барельефе над главным входом банка — Меркурия, посланника богов и бога торговли, и Фортуны с рогом изобилия в руках, богини судьбы и процветания. Вдоль верхнего края диска выгравировано название государства-эмитента «REPUBLIK ÖSTERREICH». Вдоль нижнего — тема монеты «200 JAHRE OESTERREICHISCHE NATIONALBANK». В левой части в две строки указаны годы «1916» и «2016». По кругу внешнего кольца расположены 12 звёзд.               |
|        | 6 декабря 2017  | «100 лет Австрийской Республике»            | На лицевой стороне монеты изображён фасад здания австрийского парламента в Вене, на переднем плане — статуя Афины Паллады. Она служит символом австрийского парламентаризма и означает знания, разум и стратегические способности. Слева указан год эмиссии «2018». Надпись в центре в две строки: «100 JAHRE». Текст справа снизу вдоль края диска — название государства-эмитента «REPUBLIK ÖSTERREICH». По кругу внешнего кольца расположены 12 звёзд. |

## Коллекционные монеты

Согласно решению Совета министров экономики и финансов Европейского союза от 23 октября 1998 года, а также рекомендации Европейской Комиссии C (2003) 3388 от 29 сентября 2003 года, австрийские коллекционные монеты евро являются законными платёжными средствами только на территории самой Австрии. Монеты регулярной чеканки и памятные монеты 2 евро должны приниматься на всей территории зоны евро без ограничений.
| Год   | 3€ | 5€ | 10€ | 20€ | 25€ | 50€ | 100€ | Всего |
| ----- | -- | -- | --- | --- | --- | --- | ---- | ----- |
| 2002  | —  | 1  | 2   | 2   | —   | 1   | 1    | 7     |
| 2003  | —  | 1  | 2   | 2   | 1   | 1   | 1    | 8     |
| 2004  | —  | 2  | 2   | 2   | 1   | 1   | 1    | 9     |
| 2005  | —  | 2  | 2   | 2   | 1   | 1   | 1    | 9     |
| 2006  | —  | 2  | 2   | 2   | 1   | 1   | 1    | 9     |
| 2007  | —  | 2  | 2   | 2   | 1   | 1   | 1    | 9     |
| 2008  | —  | 3  | 2   | 2   | 1   | 1   | 1    | 10    |
| 2009  | —  | 2  | 2   | 2   | 1   | 1   | 1    | 9     |
| 2010  | —  | 3  | 2   | 2   | 1   | 1   | 1    | 10    |
| 2011  | —  | 2  | 2   | 3   | 1   | 1   | 1    | 10    |
| 2012  | —  | 2  | 2   | 3   | 1   | 1   | 1    | 10    |
| 2013  | —  | 2  | 2   | 3   | 1   | 1   | 1    | 10    |
| 2014  | —  | 2  | 2   | 3   | 1   | 1   | 1    | 10    |
| 2015  | —  | 3  | 2   | 3   | 1   | 1   | 1    | 11    |
| 2016  | 1  | 2  | 2   | 3   | 1   | 1   | 1    | 11    |
| 2017  | 4  | 2  | 2   | 3   | 1   | 1   | 1    | 14    |
| Итого | 5  | 33 | 32  | 39  | 15  | 16  | 16   | 156   |

С 2002 по 2017 год Австрия отчеканила 156 различных коллекционных монет из серебра, золота и ниобия.
Некоторые монеты включены в тематические серии, среди которых:
1. 2000 лет Христианству (2002—2003)
2. Художественные сокровища Австрии (2002—2003)
3. Австрия. Путь через века (2002—2003)
4. Австрия и ее народ. Замки Австрии (2002—2004)
5. Великие композиторы (2004—2006)
6. Австрия в открытом море (2004—2006)
7. Венский модерн (2004—2007)
8. Великие композиторы (2005—2006)
9. Австрия и ее народ. Знаменитые аббатства Австрии (2006—2008)
10. Знаменитые врачи Австрии (2007—2010)
11. Австрийские железные дороги (2007—2009)
12. Короны дома Габсбургов (2008—2012)
13. Мифы и легенды Австрии (2009—2011)
14. Зимние Олимпийские игры 2010
15. Рим на Дунае (2010—2012)
16. Программа «Европа». Европейские исследователи, художники, писатели (2011—2013)
17. Новогодняя монета 2012
18. Густав Климт и его женщины (2012—2016)
19. Федеральные земли Австрии (2012—2016)
20. Новогодняя монета 2013
21. Доисторическая жизнь (2013—2015)
22. Дикая природа (2013—2017)
23. Новогодняя монета 2014
24. Новогодняя монета 2015
25. Моцарт: вундеркинд, гений, легенда (2015—2016)
26. Новогодняя монета 2016 (2015)
27. Красочный мир животных (2016—2017)
28. Новогодняя монета 2017
29. Ангелы — небесные покровители (2017)
30. Императрица Мария Терезия (2017)
31. Венские школы психотерапии (2017)
32. Новогодняя монета 2018

## Комментарии
1. ↑  Австрия является первой страной в мире, начавшей чеканить монеты из ниобия: ежегодно (начиная с 2003 года) на свет появляется одна австрийская биметаллическая монета. Её кольцо состоит из 900-пробного серебра, а внутренняя часть — из 998-пробного ниобия